# Oued Jdida
Oued Jdida (franska: Oued Jdida (CR), Oued Jdida (Commune Rurale), arabiska: أيت المان) är en kommun i Marocko.   Den ligger i prefekturen Meknès och regionen Fès-Meknès, i den nordöstra delen av landet, 130 km öster om huvudstaden Rabat. Antalet invånare är 13 626.